# 집행 기능
집행 기능(executive functions) 혹은 실행 기능은 행동에 대한 인지 조절이 필요한 일련의 인지 처리과정(cognitive process)을 말한다. 선택한 목표의 달성을 이루게 하는 행동들을 선택하고 주의하는 것이다. 영어로 쓸 때, 집행 기능(executive function)과 인지 조절(cognitive control)을 아우를 경우 복수형인 'executive functions'으로 사용한다. 집행 기능은 주의 조절(attentional control), 인지 억제(cognitive inhibition), 억제 조절(inhibitory control), 작업 기억(working memory), 인지적 유연성(cognitive flexibility) 등의 기본 인지 처리 과정들을 포함한다. 고도의 집행 기능은 다양한 기본 집행 기능들을 동시에 사용해야 하며, 기획(planning), 그리고 추론이나 문제해결 등의 유동지능(fluid intelligence)도 포함된다.
집행기능은 단계적으로 발달하고 일생동안 바뀌며 어느 때이든 향상될 수 있다. 마찬가지로, 개인에게 큰 저해를 끼치는 사건에 따라 집행 기능은 떨어질 수도 있다. 스트루프 검사(Stroop test)와 같은 신경심리검사(neuropsychological test)와 집행기능의 행동평가 일람(Behavior Rating Inventory of Executive Function) 등 평가 척도(rating scale)들은 집행기능 척도에 사용된다. 이러한 것들은 신경질환이나 정신질환을 진단하는데 있어 신경심리평가(neuropsychological assessment)와 같은 보다 종합적 평가로 사용하기도 한다.
인지 조절과 자극 조절(stimulus control)은 조작적 조건형성(operant conditioning)과 고전적 조건형성(classical conditioning)과도 연관되며, 정반대 과정(내적 대 외적 혹은 환경적)을 보여준다. 이러한 과정들은 유인 행동(elicited behavior)에 대한 조절을 두고 경쟁한다. 특히 억제 조절은 자극 추동 행동 반응(stimulus-driven behavioral response) 혹은 행동의 자극 조절(stimulus control of behavior)에서 가장 중요하다. 집행 기능에 있어 전전두피질(prefrontal cortex)은 필수이지만 단독으로는 충분하지 않다. 예를 들어, 미상핵(caudate nucleus)과 시상하핵(subthalamic nucleus) 역시 억제 조절 매개 역할을 수행한다.
중독, 주의력결핍 과잉행동장애(ADHD), 자폐증, 기타 중추신경계통 질환(central nervous system disorder)에서는 상태에서는 인지 조절 능력이 저하된다. 자극 추동 행동 반응(stimulus-driven behavioral response)은 보상 자극(rewarding stimulus)과 연관되어 있으며, 중독자의 행동을 지배하기도 한다.

## 신경해부학
역사적으로, 집행 기능은 전두엽(frontal lobe) 전전두엽 영역(prefrontal region)이 조절하는 것으로 알려졌다. 그러나 이것이 사실인지는 지금도 여전히 논쟁중이다. 전전두엽(prefrontal lobe) 병변에 관한 논문들에서는 집행 기능 이상을 원인으로 지목하며, 역으로 번전두엽 병변이 원인이되어 집행 기능 이상이 발생한다고 보고 있다. 한 리뷰는 민감도(sensitivity)에 대한 징후는 발견하였지만, 전두엽 기능의 집행 기능 측정에 대한 특이도(specificity)의 징후는 발견하지 못하였다. 이는 전두엽과 그 이외 영역 모두 온전한 집행 기능에 필요하다는 것을 말한다. 전두엽은 집행 기능 전체에 기본적으로 간여하지만, 유일하게 간여하는 두뇌 영역은 아니라는 것이다.
신경영상(neuroimaging)과 뇌손상(brain lesion) 연구들은 전전두피질(prefrontal cortex)과 관련 부분의 특정 영역이 집행 기능과 가장 연관이 크다는 것을 밝혔다.
- 배외측전전두피질(dorsolateral prefrontal cortex, DLPFC)은 인지와 행동의 각 측면들을 종합하는 등 정보의 선상 처리(on-line processing)에 간여한다.[11] 그로 인해, 이 영역은 구어유창성(verbal fluency) 및 디자인유창성(design fluency), 유지 및 태세 전환(set shifting) 능력, 기획, 반응 억제(response inhibition), 작업 기억, 조직 기술(organisational skills), 추론, 문제해결, 추상적 사고 등에 간여한다는 사실이 밝혀졌다.[5][12]

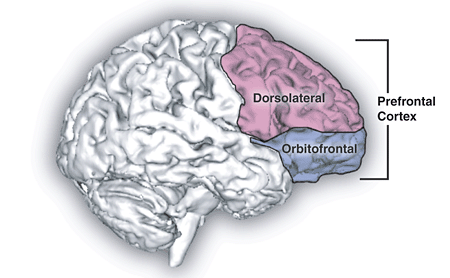
뇌의 측면, 배외측전전두엽피질(dorsolateral prefrontal cortex)과 안와전두피질(orbitofrontal cortex) 묘사

- 전대상피질(anterior cingulate cortex, ACC)은 감정 욕구 추동(emotional drives), 경험(experience), 통합(integration)에 간여한다.[11] 관여하는 인지 기능으로는 부적절한 반응의 억제, 의사결정, 행동에의 동기 부여이다. 이 영역에 병변이 발생하면 무감정(apathy), 의지상실(abulia), 무동무언증(akinetic mutism) 등의 추동 상태(drive state)가 낮아지며, 또한 음식 등 기본 욕구에 대한 추동 상태가 낮아지기도 하며, 사회활동이나 취업활동, 성행위에 대한 관심이 저하된다.[11][13]
- 안와전두피질(orbitofrontal cortex, OFC)은 충동 조절(impulse control), 태세 유지(maintenance of set), 진행 중인 행동에의 감시, 사회적으로 적절한 행동에 있어 중요한 역할을 수행한다.[11] 또한 감각 자극(sensory stimuli)에 근거한 보상 가치(value of reward) 설명 및 주관적 감정 경험에 대한 평가에도 간여한다.[14] 병변이 발생하면 탈억제(disinhibition), 충동성(impulsivity), 공격성 분출(aggressive outbursts), 난교(sexual promiscuity), 반사회적 행동(antisocial behavior)을 보인다.[5]

게다가 알바레스(Julie A. Alvarez)와 에모리(Eugene Emory)는 리뷰에서 다음과 같이 언급하였다. "전두엽은 여러 피질 지역(cortical site), 하부피질 영역(subcortical site), 뇌간영역(brain stem site)에 연결되어 있다. 억제, 사고 유연성, 문제 해결, 계획, 충동 조절, 개념 형성(concept formation), 추상적 사고, 창조성 등 고도의 인지 기능의 기반은 훨씬 단순한 저수준의 인지 및 행동 형태에서 유래한다. 따라서 집행 기능의 개념은 광범위하여, 산재해 있는 다양한 중추신경계(central nervous system) 일부분 등의 해부학적 구조들도 집행 기능 간여 부분에 포함되어야 한다."
소뇌(cerebellum) 역시 특정 집행 기능을 조정하는 것으로 보인다.

## 역할 가정
집행 계통(executive system)은 학습된 도식(schema)이나 설정된 행동과 같은 자동화 심리적 과정(automatic psychological process) 영역 밖에 있는 새로운 상황을 대처하는 데에 깊게 간여한다고 본다. 심리학자 도널드 노먼(Donald Arthur Norman)과 팀 셸리스(Tim Shallice)는 행동의 루틴 활성화가 최적으로 수행하지 못하는 다섯 가지 상황 유형을 제시하였다.
1. 기획 혹은 의사 결정 상황
2. 오류 수정 혹은 분쟁 조정 상황
3. 반응이 훈련되지 않거나 새로운 행동 연쇄(sequences of actions)가 발생한 상황
4. 위험하거나 기법상 난도가 높은 상황
5. 강력한 습관 반응(habitual response)을 극복해야 하거나 유혹에 저항해야 하는 상황

'우성반응(prepotent response)'은 긍정적 혹은 부정적인 즉각적 강화(reinforcement)가 발생하는 반응, 혹은 이전 반응과 관련이 있는 반응을 말한다.
외부 환경의 자극에 의해 자동적으로 유도될 수도 있는 우성반응을 압도해야 하는 상황에서 집핼 기능이 자극받기도 한다. 예를 들어, 초콜렛 케익과 같은 보상 자극(rewarding stimulus)이 될 가능성이 있는 자극이 주어질 때, 한입 베어 무는 등의 자동 반응(automatic response)을 보인다. 그러나 다이어트 중에는 먹지 않겠다고 결심한 상황 등 내적 계획과 이러한 행동이 대립될 때, 집행 기능은 이러한 자동 반응을 억제한다.
우성반응의 억제는 적응적인 행동으로 보기도 하지만, 문화적인 기대가 옳고 그름의 느낌을 압도하거나, 집행 억제(executive inhibition)가 창조 충동(creative impulse)을 압도할 때, 개인과 문화의 발전에 있어서 문제가 발생한다.

## 역사적 관점
집행 기능과 그것의 신경계통 기반에 관한 연구는 최근에 급격히 증가하였지만, 기반하는 이론적 틀은 이전부터 있었다. 1940년대, 영국 심리학자 도널드 브로드벤트(Donald Broadbent)는 자동 과정(automatic process)과 피통제 과정(controlled process) 간의 구분을 설정하였다. 1977년, 리처드 쉬프린(Richard Shiffrin)은 이 구분을 더 명확히 하였다. 또한 브로드벤트는 선택적 주의(selective attention) 개념을 소개하였는데, 이는 집행 기능이 밀접하게 연관되어 있다. 1975년, 미국 심리학자 마이클 포스너(Michael Posner)는 자신의 책 "Attention and cognitive control" 내 한 장의 이름을 '인지 조절(cognitive control)'이라 명명하면서 처음으로 인지 조절이라는 용어를 사용하였다.
1980년대에는 마이클 포스너, 호아킨 퍼스터(Joaquin Fuster), 팀 셸리스 등의 영향력 있는 연구자들의 연구, 그리고 이후 트레머 로빈스(Trevor Robbins), 로버트 나이트(Robert T. Knight), 도널드 스터스(Donald Stuss) 등은 오늘날 집행 기능 연구 기반의 대부분을 닦아두었다. 예를 들어, 포스너는 주의 계통(attentional system)에 별도의 집행 지류(executive branch)가 있다고 제안하였는데, 이는 외부 환경에서 선택한 부분에만 주의를 기울이는 것을 담당한다. 이와 비슷하게 영국 신경정신의학자 팀 셸리스도 주의력은 '지도 계통(supervisory system)'의 조절을 받으며, 이 계통은 기획이나 의도에 기반하여 스케줄화된 행동에 따라 자동 반응을 억누를 수 있다고 주장하였다. 이 시기를 통하여 통제 계통(control system)은 두뇌 가장 앞부분인 전전두엽피질에 있다는 합의된 결론이 도출되었다.
심리학자 앨런 배들레이(Alan Baddeley)는 자신의 작업 기억 모델 일부로서 이와 유사한 계통을 제안하였으며, 암산처럼 정보를 단기 기억(short-term memory) 내에서 조작하는 '중추 집행(central executive)'이라 명명한 요소가 있다고 주장하였다.

## 발달
집행 기능은 성숙도에 가장 마지막에 도달하는 정신 기능(mental functions) 중 하나이다. 전전두엽피질의 성숙이 늦어지기 때문인데, 전전두엽피질은 21~30세 사이까지 수초(myelin)가 완전히 없다. 집행 기능은 새로운 기술(skill)이나 전략, 의식형태(form of awareness)가 발생할 때 분출하듯 급격히 발달한다. 이러한 분출은 대뇌 전두 부분의 성숙 사건을 반영하는 것으로 보인다. 주의 조절(attentional control)은 영아기에 발생하고 유년기 초기에 급격히 발달하는 것으로 보인다. 인지적 유연성, 목표 설정(goal setting), 정보 처리(information processing)는 보통 7–9세 사이에 급격히 발달하고 12세까지 성숙한다. 집행 조절(executive control)는 보통 아동에서 청소년으로 접어들기 시작하는 전환기 직후에 발생한다. 집행 기능이 나타나는 단계들의 연쇄가 단일한 것인지, 아니면 각각의 환경이나 생애 초기 경험마다 각각 다른 연쇄들속에서 집행 기능을 발달시키는지는 불명확하다.

### 유아기
억제 조절과 작업 기억은 문제 해결(problem-solving)과 같은 한층 복잡한 집행 기능을 발달하게 하는 기본 집행 기능으로 작용한다. 억제 조절과 작업 기억은 가장 이르게 나타나는 집행 기능들 중 하나로서, 7-12개월 영아에게서 처음으로 보인다. 미취학 아동은 대개 3~5세에 억제 및 작업 기억 과업 수행에서 폭발적으로 발달하는 것을 보인다. 또한 이 시기에 인지적 유연성, 목표지향 행동, 기획이 발달하기 시작한다. 그럼에도 불구하고, 미취학 아동들은 집행 기능이 완전히 성숙하지 못하며, 이때 발생하는 능력들과 관련한 오류들을 계속해서 만든다. 이는 이러한 능력들이 부재해서가 아니라, 특정한 전략을 특정 상황이나 맥락에서 사용하는 시기와 방식을 모르기 때문이다.

### 사춘기 이전 시기
사춘기 이전 시기 아동은 집행 기능의 성장 폭발을 계속 보인다. 이는 이러한 발달이 반드시 선형으로 발생하는 것은 아니며, 또한 특정 기능들이 예비적으로 성숙하는 것도 아님을 시사한다. 사춘기 이전 시기 동안, 아동은 구어적 작업 기억(verbal working memory), 목표지향 행동(goal-directed behavior, 12세 즈음에 폭발적 성장 가능); 반응 억제(response inhibition)와 선택적 주의(selective attention), 전략 기획(strategic planning)과 조직 기술(organizational skill)의 증가를 주로 보인다. 또한 8~10세 사이에는 특히 인지적 유연성이 성인 수준에 도달한다. 그러나 아동기 발달의 패턴과 유사하게, 억제 조절의 발달이 한창 진행 중이기에 다양한 맥락이나 상황에서 이러한 집행 기능들을 신뢰하여 적용하지 않기 때문에, 사춘기 이전에 나타나는 집행 기능은 한계가 있다.

### 청소년기
억제 조절 등 많은 집행기능들이 아동기와 사춘기 이전 아동기에 발달하기 시작한다. 그러나 청소년기에 이르면 다른 두뇌계통들이 통합되기 시작한다. 이때에는 억제 조절과 같은 집행기능들을 효율적으로 사용하고 향상시킨다. 억제 조절이 아동기에 발달하고 이후에도 향상되듯이, 기획과 목표지향 행동 역시 청소년기동안 진행 중인 성장과 함께 시간 경과가 지체되는 것을 보여준다. 마찬가지로, 주의 조절과 같은 기능들은 15세에 이르러 폭발적으로 발달하며, 작업 기억과 더불어, 이 단계에서 계속 발달한다.

### 성인기
성인기 두뇌에 발생하는 주요 변화는 전전두피질 내 뉴런의 수초 형성(myelination)이 계속된다는 것이다. 20–29세에 이르면, 집행 기능 기술들은 정점에 이르게 되어 가장 도전적인 정신적 과업을 수행하게 된다. 이후에는 이러한 기술들이 쇠퇴하기 시작한다. 작업 기억과 공간폭(spatial span)이 가장 두드러지게 쇠퇴한다. 그러나 인지적 유연성의 저하는 가장 늦게 발생하여, 정상적인 경우 70세 정도에 이르러도 쇠퇴하지 않는다. 노년에 이르면 집행 기능들이 저하되면서 노년기 기능 쇠퇴를 보여주는 가장 좋은 예측 변수가 된다.

## 모델

### 탑다운 억제 조절
조절의 촉매 기제(facilitatory mechanism) 혹은 확대 기제(amplificatory mechanism) 이외에, 많은 전문가들은 반응 조절(response control), 기억 영역, 선택적 주의(selective attention), 마음이론(theory of mind), 감정 조절은 물론 공감 등 사회적 감정에서 억제 기제들(inhibitory mechanisms)의 역할에 긍정한다. 이에 대한 최근 한 리뷰에서는, 억제 기능이 활발한 것은 심리 조절(psychology control)과 인지 조절(cognitive control)에 있어 효과가 있다고 밝힌 바 있다.

### 작업 기억 모델
영향력 있는 모델 중 하나는 베들레이(Baddeley)의 작업 기억의 다중 요소 모델(multicomponent model)로서, 세 개의 하위계통(subsystem)을 조절하는 하나의 중추 집행 계통(central executive system)으로 이뤄졌다. 첫째, 구어 정보(verbal information)를 유지하는 음운 고리(phonological loop)이다. 둘째, 시각 정보(visual information)와 공간 정보(spatial information)를 유지하는 시공간 메모장(visuospatial sketchpad)이다. 셋째, 단기 기억과 장기 기억을 통합하여, 시각적 공간적 연쇄 삽화(sequenced episode)에서의 다양한 영역으로부터 발생한 제한된 정보를 파악하고 조종하는, 최신 개발된 임시 완충기(episodic buffer)이다.
연구자들은 아동의 기억이나 억제에 있어서 '생체자기제어 강화 완화(biofeedback-enhanced relaxation)'를 수행하는 것이 상당히 긍정적인 효과가 있다는 것을 발견하였다. 생체자기제어(biofeedback) 혹은 바이오피드백이란, 집행 기능 기술을 향상시키고 조절하기 위하여 자신의 신체를 통제하고 조절하는 것을 배울 수 있는 심신도구(mind-body tool)이다. 과정(process)을 측정하기 위하여, 연구자들은 심박수(heart rate)나 호흡률(respiratory rate)을 사용한다. 생체자기제어 완화(biofeedback-relaxation)에는 음악치료, 미술, 기타 마음챙김(mindfulness) 활동이 있다.
집행 기능 기술은 아동의 학업에서 성과를 거두거나 사회적 감정적 발달을 이루기 위하여 매우 중요하다.“The Efficacy of Different Interventions to Foster Children’s Executive Function Skills: A Series of Meta-Analyses”라는 연구에 의하면, 집행 기능 기술을 훈련하는 것이 가능하다는 것을 연구자들은 발견하였다. 한 메타분석 연구(meta-analytic study)에서, 연구자들은 아동의 집행 기능 기술 발달을 촉진하는 여러 개입(intervention) 방식들의 중요한 효율성을 찾기 위하여, 이전 연구들의 효과를 조합하는 것에 주목하였다. 개입 방식들로는 컴퓨터화 훈련(computerized training) 및 비컴퓨터화 훈련(non-computerized training), 신체 운동, 미술, 마음챙김 훈련 등이 있다. 그러나 연구자들은 미술활동이나 신체활동이 집행 기능 기술을 향상시킬 수 있는지에 대하여서는 결론을 내리지 못하였다.

### 주의 감독 체계(SAS)
다른 개념 모델로는 주의 감독 체계(supervisory attentional system, SAS)가 있다. 이 모델에서 말하는 경쟁 스케줄링(contention scheduling)이란, 잘 설계된 도식(schema)들은 일상의 반복되는 상황에는 자동적으로 반응하지만, 집행 기능들은 새로운 상황에 직면할 때 사용되는 과정을 말한다. 새로운 상황에서 주의 조절은 새로운 도식들을 발동하고, 이러한 도식들을 시행하며, 도식들의 정확성을 평가하는 중요한 요소가 된다.

### 자기 조절 모델
러셀 바클레이(Russell Barkley)는 자기 조절(self-regulation)에 기반한 유명한 집행 기능 모델을 제안하였다. 처음에는 행동 억제(behavioral inhibition)를 검사하는 연구에서 유래한 이 모델은, 집행 기능이 네 개의 주요 능력(main ability)으로 구성되었다고 본다. 첫째, 간섭 정보(interfering information)에 저항하게 하는 작업 기억이다. 둘째, 목표지향 행동 달성을 위한 감정 반응 관리(management of emotional responses)이다. 셋째, 규칙 지배 행동(rule-governed behavior)을 통제하고 지속시키는데 사용되는 자기지향 발언의 내면화(internalization of self-directed speech)이다. 마지막, 목적 달성을 위한 새로운 행동 반응(behavioral response)에 정보는 분석되고 통합된다. 새로운 목적(goal) 달성을 위하여 개인의 행동 반응을 바꾸거나 목표(objective)를 수정하는 것은, 자기 조절(self-regulation) 등의 집행 기능들을 혼합하고, 이전의 지식 및 경험에 접근하는 것을 필요로 하는 고도의 기술이다.
이 모델에 의하면, 인간 두뇌의 집행 계통은 목적과 미래를 지향하는 행동의 교차시간적 조직(cross-temporal organization of behavior)을 가능하게 하고, 매일의 목표지향 과업을 위한 행동과 전략들을 조직화한다. 핵심적으로, 집행 계통은 구체적인 목표나 보다 일반적인 미래를 지향하는 행동이나 문제해결 방식을 유지하기 위하여, 자신의 행동을 절제(self-regulate)하게 한다. 따라서 집행 기능이 결여되면, 목적 달성이나 미래 예측 및 대비에 필요한 장기간의 절제 능력에 심각한 문제를 가져다 준다.
아동들에게 자기 조절 전략(self-regulation strategy)들을 가르치는 것은 아동의 억제 조절과 인지적 유연성을 향상시키는 방식이다. 이 기술들을 통해 아동은 감정 반응(emotional response)들을 관리할 수 있다. 이러한 개입 방식들로는, 교실 활동에서 개입에서 배운 것을 사용하는데 필요한 방법을 제공하는 집행 기능 관련 기술들, 그리고 이러한 기술들에 입각하여 행동하기 전에 자신의 행동들을 계획하는 방식을 아동에게 교육하는 것이다. 집행 기능 기술은 두뇌가 기획하고 상황에 반응하는 방식을 말한다. 새로운 자기 조절 전략을 제공함으로써, 아동들은 새로운 것을 반복하여 행함으로써 집행 기능 기술을 향상시킬 수 있다. 또한 마음챙김은 아동의 자기절제에 상당히 효과 있는 개입방식으로 밝혀졌다. 여기에는 생체자기조절 향상 완화도 포함된다. 이러한 전략들은 아동의 집행 기능 기술 성장을 돕는다.

### 문제 해결 모델
그러나 집행 기능의 또다른 모델로는 문제 해결 체계(problem-solving framework)이다. 여기에서 집행 기능들은 문제 묘사, 문제 해결 전략의 선택 및 배치, 단기 기억 상에서의 전략 유지 및 규칙에 의한 수행, 오류 탐지(error detection) 및 오류 수정(error correction)을 통한 결과 평가라는 네 단계에서 각각 기능하는 하위기능(subfunction)들로 구성된 하나의 거대구조(macroconstruct)로 간주된다.

### 레작의 개념 모델
가장 유명한 집행 기능 개념 모델(conceptual model) 중 하나는 레작(Muriel Deutsch Lezak)의 모델이다. 이 체계는 자유의지(volition), 기획(planning), 목적 지향 행동(purposive action), 효과적 수행(effective performance)이라는 네 영역을 전체적인 집행 기능 욕구들을 달성하기 위하여 동시에 기능하는 것이라고 전제한다. 이 모델은 임상가들과 연구자들 사이에서 특정 집행 기능 요소들을 규명하고 평가하는데 도움이 된다고 정평이 나있지만, 뚜렷한 이론적 기반이 없고 타당화(validation) 시도도 비교적 적은 것이 흠이다.

### 밀러와 코헨의 모델
2001년, 밀러(Earl Miller)와 코헨(Jonathan Cohen)은 "An integrative theory of prefrontal cortex function"이라는 저서를 출간하였다. 이 책에서 그들은 인지 조절이 전전두피질의 주요 기능이며, 외부 환경의 과업 관련 요소(task-relevant element) 혹은 목적 관련 요소(goal-relevant element)들이 간여하는 감각 뉴런(sensory neuron) 혹은 운동 뉴런(motor neuron)의 이득(gain, 전기 신호의 증폭 비율) 증가를 통해 인지 조절을 수행한다고 주장하였다. 책의 주요 단락에서 이들은 다음과 같이 주장하였다.
우리는 전전두피질이 인지 조절에 있어 특정 기능을 담당한다고 추정한다. 그 기능이란, 목적과 목적 달성 수단을 밝힐 수 있는 활동 패턴들을 활발히 유지하는 것이다. 이러한 패턴들은 두뇌 대부분을 통하여 편향 신호(bias signal)들을 제공하며, 시각 처리 과정(visual process)과 감각 양상(sensory modality)에 영향을 주며, 그 외에도 반응 집행(response execution), 기억 복구(memory retrieval), 감정 평가(emotional evaluation) 등을 담당하는 계통들에도 영향을 준다. 이러한 편향 신호들의 총합효과(aggregate effect)는 과업 수행에 필요한 입력(input), 내적 상태(internal state), 출력(output) 간의 적절한 계획(mapping)을 수립하는 경로들을 따라 뉴런 활동의 흐름을 유도한다.

표면적으로 밀러와 코헨은, 색깔, 개체(individual), 대상(object)과 같은 다양한 표상들(representations) 사이에 경쟁(competition)이 발생한다는 차원에서 시각 장면(visual scene)을 지각한다는 것을 개념화하는 시각 주의(visual attention)의 초기 이론에 근거한다. 선택적 시각 주의(selective visual attention)는 특정한 선택적 특징이나 표상들을 위한 이런 경쟁을 '편향(bias)'하도록 기능한다. 예를 들어, 사람들로 붐비는 기차역에서 당신은 붉은 코트를 입은 친구를 기다리고 있다고 가정해 보자. 당신은 친구를 찾겠다는 희망에 붉은 물체들을 찾고자 주의 시력을 선택적으로 좁힐 수 있다. 데시몬(Desimone)과 던컨(Duncan)은 빨간색에 반응하는 뉴런의 이득(gain)이 증가하여 뉴런들의 출력(output)이 하방 처리 과정(downstream processing stage)에 도달하고 그 결과로서 행동을 유도할 가능성이 높아지도록 함으로써, 두뇌는 이러한 과정을 달성한다고 주장한다. 밀러와 코헨은, 이러한 선택적 주의 기제는 편향(biasing)이 감각 영역에서 발생하는 인지 조절의 한 특별한 사례에 불과하다고 주장한다. 밀러와 코헨의 모델에 의하면, 전전두피질은 입력(감각) 뉴런 혹은 출력(반응) 뉴런을 통제(control)할 수 있으며, 또한 기억이나 감정에 간여하는 집합(assembly)들도 통제할 수 있다. 감각 피질(sensory cortex), 운동 피질(motor cortex), 변연계(limbic system)와의 전전두피질 상호 연결성(reciprocal PFC connectivity)이 인지 조절을 조정한다. 따라서 이들의 접촉 내에서, '인지 조절'은 편향 신호가 과업에 적절한 반응을 촉진하는데 사용되는 어떤 상황에도 적용된다. 따라서 조절(control)은 선택적 주의, 오류 검사(error monitoring), 의사 결정, 기억 억제(memory inhibition), 반응 억제(response inhibition) 등 폭넓은 심리적 구성개념(psychological constructs)의 한 중요한 요소가 된다.

### 미야케와 프리드먼의 모델
집행 기능에 관한 미야케(Akira Miyake)와 프리드먼(Naomi P. Friedman)의 모델에서는 집행 기능에는 갱신(updating), 억제(inhibition), 전이(shifting) 세 측면이 있다고 본다. 이들 이론 체계의 기반은 집행 기능의 개인차가 통일성(unity) (즉 일반 집행 기능 기술들)과 각 요소 별 다양성(diversity) (예 : 변화특정) 모두를 반영한다는 것을 이해하는 것이다. 즉 갱신, 억제, 변화 측면들은 연관되어 있지만, 각각은 별개의 독립체로 남아 있다. 첫째, 갱신은 개인의 작업 기억 내에서 내용을 계속 감시하고 신속하게 추가 혹은 삭제하는 것으로 정의된다. 둘째, 억제란 주어진 상황에서 우세한 반응을 파기하는 능력이다. 셋째, 전이란 각각의 다른 과업이나 정신 상태 사이에서 전환(switch)할 수 있는 인지적 유연성을 말한다.
또한 이들은 집행 기능에 관한 최근 연구는 이러한 기술들에 관한 4개의 일반적인 결론을 제시하였다. 첫째, 집행 기능의 통일성(unity)과 다양성(diversity) 측면이다. 둘째, 최근 연구에서는 쌍둥이 연구를 통해, 집행 기능 기술 대부분은 유전된다는 것을 발견하였다. 셋째, 명확한 집행 기능 측정을 통해, 주의력결핍 과잉행동증후군(ADHD)과 같은 임상적 행동(clinical behavior) 혹은 조절 행동(regulatory behavior)과 정상 행동을 구분할 수 있다는 것이다. 넷째, 장기 연구를 통해 집행 기능은 발달과정에서 상대적으로 안정적이라는 것이다.

### 배니쉬의 통제 단계 모델
배니쉬(Marie T. Banich)의 통제 단계(cascade of control) 모델은 2009년부터 다른 모델들을 통합, 목적 도달을 위한 주의 세트(attentional set)를 유지하는데 간여하는 두뇌 영역들의 연쇄 단계(sequential cascade)에 대하여 다룬다. 이어서 모델은 배외측전전두피질 후부와 중부, 배측전대상피질(dorsal anterior cingulate cortex, dACC) 후부와 전부가 간여한다고 가정한다.
배니쉬의 글에서는 인지 과업으로 스트루프 과제(Stroop task) 반응을 택하고 있다. 스트루프 과제란, 어떤 색깔을 뜻하는 단어의 글자와 그 단어에 칠해진 색깔이 대응되지 않는 상태에서 글자뜻이 아닌 글자색을 맞추는 테스트이다. 예를 들어, 글자는 '초록'이지만 '초록'이라는 글자의 색은 빨간색으로 칠해진 상태에서, 참가자는 '초록'이라는 글자가 아닌 글자에 칠해진 '빨간'을 말해야 테스트를 통과하는 것이다.
1. 첫 단계로서, 배외측전전두피질 후부(posterior dorsolateral prefrontal cortex)는 바로 앞 목적 달성을 위하여 적절한 주의 세트나 두뇌 규칙을 만든다. 스트루프 과제를 예로 들면, 이 뇌영역은 색깔 감지에 간여하는 두뇌 영역을 활발히 하며, 단어 뜻에는 간여하지 않는다. 이 부분은 편향(bias)이나 무관한 정보는 상쇄시키며, 단어에 칠해진 색보다는 단어의 글자 의미가 더 두드러진다는 사실을 무마한다.
2. 다음 단계로서, 배외측전전두피질 중부(mid-dorsolateral prefrontal cortex)는 목적을 수행하는 표상(representation)을 선택한다. 과업 관련 정보는 과업 내 다른 정보원들로부터 분리되어야 한다. 스트루프 과제 사례에서는, 단어뜻이 아닌 색깔에 주목하는 것이다.
3. 다음 단계로서, 배측전대상피질 후부(posterior dorsal anterior cingulate cortex)는 반응 선택(response selection)을 담당한다. 스트루프 과제로 예를 들면, 이 뇌영역은 오답으로 쓰여진 글자뜻 '초록색'을 말할지, 아니면 정답으로 글자색인 '빨간색'을 말할지를 결정한다.
4. 다음 단계로서, 배측전대상피질 전부(anterior dorsal anterior cingulate cortex)는 반응 평가(response evaluation)에 간여하여, 반응이 맞았는지 틀렸는지를 결정한다. 이 뇌영역의 활동은 오류 가능성이 더 높을 때 증대된다.
위의 뇌영역 어느 부분이든, 그 영역의 활동 정도는 이전 단계에 간여하는 영역의 효율(efficiency)에 따라 좌우된다. 예를 들어, 배외측전전두피질이 반응에 많은 통제를 가하면, 전대상피질 활동 정도는 떨어질 것이다.
인지 유형(cognitive style)의 개인차를 이용한 최근 연구는 배니쉬 모델을 뒷받침하는 흥미로운 증거를 제공하였다. 연구자들은 스트루프 과제의 청력 버전을 실시, 참여자는 방행을 뜻하는 글자와 실제 방향 중 하나에 집중해야 한다. 공간 정보(spatial information)에 편향을 보이거나 글자 의미 정보(semantic information)에 편향을 보이는 참여자들(즉 각각의 인지 유형)이 과제에 참여하였다. 공간 정보 편향성이 강한 참가자들은 글자 의미 정보에 집중하는데 어려움을 보이고, 전대상피질로부터 나오는 전기생물학적 활동(electrophysiological activity)이 증가하는 모습을 보였다. 구어 정보(verbal information)에 편향성을 강하게 보인 참여자들 역시 공간 정보에 집중할 때 비슷한 활동 패턴을 보였다.

## 평가
집행 기능에 대한 평가는 몇몇 정보원들로부터 데이터를 모으고, 시간과 환경을 가로지르는 트렌드나 패턴을 찾기 위하여 정보를 종합하는 것이다. 표준화된 신경심리검사(neuropsychological test)들 외에도, 행동 체크리스트(behaviour checklist), 관찰(observations), 인터뷰(interviews), 연구 샘플(work samples) 등 기타 측정도구도 사용해야 한다. 이들로부터 집행 기능 활용에 관한 결론이 도출된다.
발달 과정을 가로질러 나타나는 집행 기능들을 측정하는 도구들은 수행 기반(performance based) 혹은 자기보고(self-report) 등 여러 종류가 있다. 이 측정방식들로는 많은 임상 인구들을 위한 진단 목적을 사용할 수 있다.
- Behavioural Assessment of Dysexecutive Syndrome (BADS)
- Behavior Rating Inventory of Executive Function (BRIEF). Ages 2-90 covered by different versions of the scale.[71]틀:Unreliable medical source
- Barkley Deficits in Executive Functioning Scales (BDEFS)[72]
- Behavioral Dyscontrol Scale (BDS)[73]
- Comprehensive Executive Function Inventory (CEFI)
- CogScreen[74]틀:Unreliable medical source
- Continuous Performance Task (CPT)
- Controlled Oral Word Association Test (COWAT)
- d2 Test of Attention
- Delis-Kaplan Executive Function System (D-KEFS)
- Digit Vigilance Test
- Figural Fluency Test
- Halstead Category Test
- Hayling and Brixton tests[75][76]
- Iowa gambling task
- Jansari assessment of Executive Functions (JEF)[77]
- Kaplan Baycrest Neurocognitive Assessment (KBNA)
- Kaufman Short Neuropsychological Assessment
- Paced Auditory Serial Addition Test (PASAT)
- Pediatric Attention Disorders Diagnostic Screener (PADDS)
- Rey-Osterrieth Complex Figure
- Ruff Figural Fluency Test
- Stroop task
- Tasks of Executive Control
- Test of Variables of Attention (T.O.V.A.)
- Tower of London Test
- Trail-Making Test (TMT) or Trails A & B
- Wisconsin Card Sorting Test (WCST)
- Symbol Digit Modalities Test

## 실험적 증거
집행 체계는 정의하기 매우 어려웠는데, 이는 심리학자 버지스(Paul W. Burgess)가 말한 '처리-행동 일치(process-behaviour correspondence)'의 부재 때문이다. 즉 행동 하나 자체로 집행 기능, 혹은 사실상 집행 기능 부전(executive dysfunction)에 연결될 수 있는 것은 없다는 것이다. 예를 들어, 독해 능력 장애 환자가 할 수 없는 것은 분명하나, 집행 기능 장애 환자가 정확히 무엇을 할 수 없는지는 분명하지 않다.
이는 대개 집행 계통의 본질 그 자체 때문이다. 그것은 주로 인지 자원의 동적인 선상 조정(online co-ordination)과 관련 있으며, 따라서 다른 인지 처리 과정을 측정하는 것으로만 그 효과를 관측할 수 있다. 비슷하게, 현실 상황을 벗어나서 완전히 간여하지는 않는다. 신경학자 안토니오 다마시오(Antonio Damasio)는 일상 집행 기능에 심각한 문제가 있는 환자라 하더라도 집행 기능 지필 검사나 실험실 기반 검사(lab-based test)는 통과할 수 있다고 보고하였다.
집행 계통 이론은 주로 전두엽 손상 환자를 관찰하여 진행되었다. 환자들은 일상 과업에서 비조직화된 행동이나 전략을 사용하는 모습, 즉 수행장애증후군(dysexecutive syndrome)의 행동들을 보였다. 그러나 이들은 임상 검사나 실험실 기반 검사를 통해 기억, 학습, 언어, 추론 등 보다 근본적인 인지기능을 평가할 때에는 정상적인 수행 능력을 보이는 듯 했다. 이러한 비정상적인 행동을 설명하기 위하여 다른 인지 자원들을 조정하는 중요한 계통이 있다는 가설에 이르게 되었다.
집행 기능 관련 신경 구조에 대한 실험 증거 대부분은 스트루프 검사나 위스콘신 카드 분류 검사(Wisconsin Card Sorting Task, WCST)와 같은 실험실 과제에서 나온 것이다. 스트루프 검사란, 색깔을 뜻하는 단어와 그 단어의 글자 색깔이 전혀 다른 문제가 주어지고, 실험참가자는 칠해진 색깔을 맞춰야 하는 문제이다. 예를 들어 '초록'이라는 글자가 주어지지만 이 글자는 빨간색으로 칠해져 있을 경우, 참가자는 '빨강'이라고 답해야 한다. 집행 기능이 과제를 수행할 때, 상대적으로 많이 학습 되어온 자동 행동(automatic behavior)인 글자 읽기 행동, 즉 '초록'이라고 읽는 것은 억제되어야 하며, 상대적으로 덜 훈련되어 온 과제인 색깔 이름을 말하는 것, 즉 '빨강'이라고 말해야 한다. 최근의 기능 신경연상(functional neuroimaging) 연구에서는, 전전두피질의 전대상피질(ACC)과 배외측전전두피질(DLPFC)이 이 과제 수행에 중요하다는 것이 밝혀졌다.

### 전전두피질 뉴런의 맥락민감성
집행기능 내 전전두피질 개입에 관한 증거는 마카크원숭이(macaque monkey)와 같은 영장류 대상 단세포 전기생리학 연구(single-cell electrophysiology study)에서 확인된다. 연구를 통해, 두뇌 후부 세포들과 달리, 전전두피질 뉴런들은 하나의 자극(stimulus)과 하나의 맥락(context)의 결합에 민감한 것으로 밝혀졌다. 초록색 단서에 눈과 머리를 왼쪽으로 빨리 움직여야 한다는 조건에서, 전전두피질 세포들은 초록색 단서에 반응하지만, 다른 실험 맥락에서는 초록색 단서에 반응하지 않는 것이다. 이는 집행 기능의 최적 배치가 언제나 맥락의존적(context-dependent)이기 때문에 중요하다.
밀러와 코헨의 한 사례는 횡단보도 보행자에 관한 것이다. 미국에서는 차가 우측 통행하기에, 보행자가 횡단조도를 건널 때에는 항상 좌측을 살펴보아야 한다고 학습하였다. 그러나 미국인들이 차가 좌측통행하는 영국에서 길을 건널 경우, 반드시 우측을 살펴봐야 할 것이다. 이 경우 미국인은 길을 건널 때 좌측을 살펴봐야 한다는 자동 반응(automatic response)을 억제해야 하고, 집행 기능은 영국에서는 우측을 살펴봐야 한다고 만들게 된다.
신경학적으로 이러한 행동 레퍼토리(behavioural repertoire)는 자극(길)을 맥락(미국 혹은 영국)과 결합하여 행동(좌측 살피기 혹은 우측 살피기)에 지시적 단서를 제공할 수 있는 신경 계통이 필요하다. 전전두피질 뉴런들이 이러한 것을 정확하게 보여준다는 것이 최근 입증되었다. 또한 원숭이 대상 단세포 전기생리학 연구에서는 운동 반응의 통제에 있어서 복외측전전두피질(ventrolateral PFC) (전전두볼록체 하부inferior prefrontal convexity)가 이러한 기능에 간여한다는 것이 입증되었다. 가지 말라는 신호(NoGo signal)는 물론 '거기 쳐다보지마'라는 신호에 발화율(firing rate)을 높이는 세포가 밝혀졌다.

### 감각영역 내 주의편향
인간 대상 전기생리학 및 기능적 신경영상 연구는 주의편향(attentional biasing)의 기반에 있는 뉴런 기제(neural mechanism)에 대해 설명해 왔다. 연구는 대개 시각피질(visual cortex) 혹은 청각피질(auditory cortex)에서의 편향에 관한 영역(site)에서의 활성화를 찾아왔다. 초기 연구에서는 사건 관련 전위(event-related potential)를 사용, 좌우 시각피질은 각각 반대쪽을 주시할 때 시각피질에 기록되는 전기적 두뇌 반응이 활성화된다는 것이 밝혀졌다.
FMRI(functional magnetic resonance imaging)나 양전자 방출 단층촬영(positron emission tomography, PET) 등 혈류를 기반으로 하는 신경영상 기법이 발생하면서, 시각피질의 색깔 반응, 동작 반응, 안면 반응 영역 등 감각영역에서의 뉴런 활동성은 대살자가 자극의 측면을 주시하도록 지시받을 때 고양되는데, 이는 감각신피질(sensory neocortex)의 이득(gain)을 시사한다. 예를 들어, 한 연구에서 류(Liu) 등은 좌우로 움직이는 붉은 혹은 초록색 점들이 배치되어 있는 것을 참가자들에게 보여준다. 자극에 앞서, 대상자가 점의 색 혹은 방향에 반응하라고 지시하였다. 모든 자극 배열에서 색과 동작이 주어졌지만, 색에 집중하라는 지시에는 색깔 민감 영역(colour-sensitive regions) (V4)에서의 FMRI 활동성이 높아지고, 방향에 집중하라는 지시에는 동작 민감 영역(motion-sensitive regions) (V5)이 증가되었다. 일부 연구를 통해, 관찰을 통해 전두피질(frontal cortex)은 예상 자극 시작 전에 활성화되는 것을 발견, 자극 전 편향신호(biasing signal)에 대하여 입증하였다.

### 전전두피질과 감각영역의 연결성
집행 기능의 편향 모델에 대한 연구는 늘어가는 반면, 전전두피질과 감각영역의연결성에 관한 직접적 증거는 희박하다. 유일한 직접 증거는 전두피질 영역 손상 연구에서 왔으며, 상응하는 효과는 병변 영역과는 거리가 먼 감각뉴런 반응에서 관찰된다. 그러나 집행 기능이 필요한 상황에만 이 효과가 특정하는 것인지에 관한 연구는 드물다. FMRI 반응에서의 연관성 등, 거리가 먼 뇌영역 간 연결성 측정 방식은, 전두피질과 감각영역이 작업 기억 등 여러 처리 과정동안 소통한다는 간접 증거를 도출하였다. 그러나 집행 기능 시행 공안 전전두피질과 그 이외 영역 간에 정보가 흐르는 방식을 규명하는 것에는 추가 연구가 필요하다. 이에 관한 초기 연구로서, 시공간 추론(visuospatial reasoning)에서의 정보 처리 흐름에 관한 한 fMRI 연구는 후두피질(occipital cortex) 및 두정피질(parietal cortex)의 감각 관련 활성화와 전전두피질 후부(posterior PFC) 및 전부(anterior PFC) 활성화 간의 원인적 연관성을 입증하였다. 연관성은 활성화의 시간 순서로부터 추론되었다. 이런 접근법은 전전두피질과 이외 영역에서의 집행 기능 간의 처리 분배(distribution of processing)에 관하여 설명할 수 있다.

### 이중언어와 집행 기능
이중언어 사용이 억제 조절이나 과업 전환(task switching) 등의 집행 기능에 이익을 가져다 준다는 연구가 늘고 있다. 두 언어를 구사하는 것은 주의력을 조절하고 올바른 언어를 선택하여 말하는 것을 필요로 한다는 것이다. 발달 과정을 거쳐 이중언어를 사용하는 영아, 아동, 노인은 집행 기능에 있어 이점을 가져다 준다고 본다. 장년층에게는 이점이 없는 것으로 보인다. 구어 언어 하나와 수어 하나를 구사하는 이중장식 이중언어 구사자(Bimodal bilinguals)는 이러한 이점이 없다. 수어나 구어 중 한 언어를 구사하기 위하여 다른 한 언어를 적극적으로 억제할 필요는 없기 때문일 것이다. 이중언어 구사자들응 갈등 처리(conflict processing) 대처에도 이점이 있다. 이는 특정 반응에 대한 여러 표상(representation)이 존재할 때 발생한다. 예를 들어, 한 언어 내 한 단어와 다른 언어로 번역된 단어를 모두 알고 있는 것이다. 특히, 측면전전두피질(lateral prefrontal cortex)은 갈등 처리에 간여하는 것으로 보이나 의심 정황도 있다. 한 메타븐석 리뷰에서, 이중언어 사용이 성인의 집행 기능을 향상시키지는 않는다고 결론내렸다.

## 관련 질병 및 장애
파킨슨병(Parkinson's disease) 환자의 집행 기능 관련 연구에서는 편도체(amygdala), 해마(hippocampus), 기저핵(basal ganglia) 등의 하부피질영역(subcortical area)이 이러한 처리 과정에서 중요하다고 말한다. 전전두피질의 도파민 조절(dopamine modulation)은 도파민약제(dopaminergic drug)의 효능을 담당하고, 여키스-도슨 커브(Yerkes-Dodson Curve)를 발생시킨다. 이 커브는 거꾸로 된 U자형으로, 과도한 각성(arousal) 혹은 스트레스로 인한 카테콜아민(catecholamine) 방출 증가로 인하여 집행 기능이 줄어들며, 각성이 부족하여도 집행 기능이 감소된다는 것을 보여준다. COMT(카테콜-O-메틸트랜스퍼라제, Catechol-O-methyltransferase)의 활동다형성(activity polymorphism) 저하는 건강한 사람의 집행 기능 과업 수행 실적에서 약간의 증가를 보이는 것과 관련있다. 불안 장애(anxiety disorder), 주요 우울 장애(major depressive disorder), 양극성 장애(bipolar disorder), 주의력결핍 과잉행동장애(attention deficit hyperactivity disorder), 조현병(schizophrenia), 자폐증(autism) 등 다양한 정신질환으로 인하여 집행 기능이 저해되기도 한다. 피니어스 게이지(Phineas Gage, 1823~1860) 사례에서처럼 전전두피질 손상은 집행 기능의 결함을 가져오기도 한다. 전전두피질 손상은 동기부여(motivation), 사회적 기능(social functioning) 등 다른 기능 영역에서도 결함을 보인다.

## 향후
전전두피질에서의 집행 기능 과정에 관한 중요한 입증 연구들이 진행되어 왔아. 널리 인용되는 한 리뷰는 집행 기능에 간여하는 전전두피질의 중간 부분의 역할을 강조한다. 예를 들어, 이곳에서는 오류를 탐지하고, 자극 대립(stimulus conflict)이 발생하는 상황을 규명하며, 불확실한 상황이나 원하는 수행 결과를 얻을 가능성이 떨어질 것이라 예측되는 상황에서 결정을 내리기도 한다. 이 리뷰는 다른 많은 리뷰들처럼 전전두피질 중부(medial PFC)와 전전두피질 측부(lateral PFC)를 강조하고, 이를 통해 중전두피질 후부(posterior medial frontal cortex)가 집행 기능 증가가 필요하다는 신호를 보내고, 배외측전전두피질(dorsolateral prefrontal cortex) 영역에 이 신호를 보내어서 통제(control)를 수행하게 한다고 본다. 그러나 이 리뷰가 맞는지에 개한 강력한 증거는 없으며, 한 논문은 전전두피질 측부 손상 환자들은 ERN(배내측 영역 감시/오류피드백 신호로 추정됨)의 신호가 감소한다고 보고하였다. 이는 통제의 흐름 장향은 역방향일 수 있다는 걸 보여준다. 다른 이론은 전두피질(frontal cortex)의 수직축을 따라 형성되는 상호작용을 강조하며, 전전두피질 전부(anterior PFC), 배외측전전두피질(dorsolateral PFC), 전운동피질(premotor cortex) 간의 상호작용 단계는 과거 맥락, 현재 맥락, 최근 감각운동연합(sensorimotor association) 각각에 따라 행동을 유도한다고 주장한다.
신경영상(neuroimaging) 기법이 발달하면서, 집행 기능의 유전적 원인을 발견하기 위한 잠재적 내적 표현형(endophenotype)으로서 영상 기법을 사용하려는 목적 하에, 집행 기능과의 유전적 연관성 연구가 가능해졌다.
집행 기능을 향상시키고 일상 활동과 환경에 이러한 기술들을 일반화하게 하는 개입(intervention)을 발달시키기 위해서는 더 많은 연구가 진행되어야 한다.

## 같이 보기
- 과집중
- 운동의 신경생물학적 효과
- 전전두피질
- 주의력결핍 과잉행동장애
- 주의편향
- 집중력

### 집행 기능의 종류
- 공간 기억
- 기획
- 문제 해결
- 서술 기억
- 억제 조절
- 의사결정
- 인지적 유연성
- 작업 기억
- 주의력
- 추론